# Буркин, Иван Афанасьевич
Иван Афанасьевич Буркин (5 февраля 1919, Пенза — 4 июня 2011, Сан-Франциско) — русский поэт второй волны эмиграции.

## Биография
В конце 1920-х гг. отец Буркина, мельник, был объявлен эксплуататором, дважды содержался в местной тюрьме НКВД; в 1931 г., накануне третьего ареста, посадил всю семью на поезд, и Иван вместе с матерью и младшим братом уехал в неизвестном направлении. Окончил филологический факультет педагогического института в Саранске. В 1938 г. в Саранске впервые опубликовал стихи. В 1940 г. был призван в армию, в 1941 г. отправлен на фронт, через год попал в плен. После освобождения остался в Германии, несколько лет провёл в беженских лагерях. В 1947 г. в Мюнхене выпустил первую книгу стихов. С 1950 г. жил в США. В Колумбийском университете получил степень доктора философии. Преподавал русский язык и литературу в Сиракузском университете, в Сан-Францисском колледже. Активно печатался как поэт в периодике и антологиях, в США выпустил шесть сборников стихов, переводил стихи американских поэтов. С 1988 печатался в России. Похоронен на православном сербском кладбище в Кольме (округ Сан-Матео). мур